# Sully Erna
Sully Erna, de son vrai nom Salvatore Paul Erna, est un chanteur américain né le 7 février 1968 à Lawrence, Massachusetts. Il est actuellement le chanteur du groupe de heavy metal Godsmack, mais également guitariste et batteur.

## Biographie

### Vie antérieure
Sully a commencé à jouer de la batterie à l'âge de 3 ans. Son père, Salvatore Erna, était un fameux joueur de trompette, tandis que son grand-père était un excellent et non moins reconnu compositeur en Sicile, où tous les ans, pour honorer sa naissance, ils font une petite exposition de ses photos dans un musée. Plus tard, vers l'âge de 11 ans, Sully va s'apercevoir qu'il est plus simple pour lui d'écouter un morceau et de le reproduire directement, plutôt que de l'apprendre avec une simple partition. Il va donc très vite arrêter le solfège, et se consacrer à l'apprentissage autonome de ses tablatures comme Led Zeppelin ou bien Aerosmith.

### Carrière musicale
À l'âge de 14 ans, Dave Vose va devenir son nouveau professeur de musique. Il va d'ailleurs signer son premier contrat en 1993 avec le groupe Strip Mind. Ce premier album, What's in Your Mouth, se vendra par la suite à un peu moins de 50 000 exemplaires. Le groupe va néanmoins se dissoudre très peu de temps après. Il fera partie également de Meliah Rage et The Fighting Cocks. Lors des concerts, il joue souvent, et relativement bien du bongo, n'hésitant pas à défier le batteur du groupe dans un duel de batterie très excitant : Batalla de los Tambores. C'est d'ailleurs devenu l'un des évènements de leur show ! Également joueur d'harmonica comme dans la chanson Shine Down, en intro.

## Vie privée
Sully a une fille qui se nomme Skyler Erna, ainsi que deux sœurs et est un dévoué de la religion Wicca. Mais il fait tout pour ne pas aborder le sujet. Cette aspiration se ressent beaucoup dans leurs albums. En effet, les chansons Voodoo, et Voodoo Too sont assez explicite sur cette religion.
Le livre de Sully aborde un peu le sujet dans les grandes lignes.
Le 9 avril 2019 Sully Erna annonce avec Godsmack la création de "The scars foundation" pour "aider à sensibiliser sur les problèmes de santé mentale auxquels tant de gens sont confrontés aujourd'hui." "Face à la montée des suicides, de l'intimidation, de la toxicomanie, des abus et de tant d'autres défis, The scars foundation se consacre à fournir des ressources et des outils pour éduquer et autonomiser les personnes au niveau mondial qui luttent avec ces fardeaux."
Le chanteur confirme qu'il a été brièvement en couple avec la chanteuse et actrice Lady Gaga et que son titre Under your scars sorti en 2018 est inspiré par la star.

## The Path We Choose
Sully a réalisé un mémoire sur lui-même intitulé The Path We Choose, le jour de son anniversaire, le 7 février 2007. À noter qu'il y raconte tout sur ses 30 dernières années.

## Le poker
Autre passion de Sully Erna, le poker. Il a récemment participé au World Series of Poker de 2006, où il a terminé tout de même 713e sur 8 773 joueurs, gagnant ainsi 17 730 $.
Lors de la même compétition mais en 2007, après la défaite de Tobey Maguire, il va réussir à se placer 237 sur 6 358 participants. Gagnant la modique somme de 45 422 $.